# سوق السفاجين
سوق السفاجين واحد من أسواق مدينة صفاقس العتيقة  الذي لم يعد لها وجود بالوقت الحالي.

## موقعه
كان سوق السفاجين موجودا بزقاق المار بين سوق الترك و سوق البلغاجين.

## اختصاصه
كان هذا السوق مختصا في صناعة و بيع الفطائر و منها اشتق اسمه.